# Josip Katalinski
Josip Katalinski (Szarajevó, 1948. május 2. – Szarajevó, 2011. június 9.) jugoszláv válogatott labdarúgó.

## Elismerései, díjai

### Klubcsapatokkal
Željezničar Sarajevo
- Jugoszláv bajnokság: 1971–72
- A jugoszláv bajnokság ezüstérmese: 1970–71

 Olympique Nice
- A francia bajnokság ezüstérmese: 1976
- Francia kupadöntős: 1978

### Egyéni
- Az év játékosa Jugoszláviában: 1974